# Orkhan Aliyev
Orkhan Aliyev (Bakoe, 21 december 1995) is een Azerbeidzjaans voetballer die als middenvelder speelt. Hij tekende in 2014 bij Khazar Lenkoran, dat uitkomt in de Yüksək Dəstə, de hoogste voetbalcompetitie in Azerbeidzjan.

## Clubcarrière
Tijdens het seizoen 2011-2012 speelde Aliyev 20 wedstrijden voor Sumqayit PFK, waarin hij vijf keer tot scoren kwam. In november 2012 werd de middenvelder in de Portugese media gelinkt aan SL Benfica en AFC Ajax. In totaal scoorde hij tien doelpunten uit 47 competitiewedstrijden voor Sumqayit PFK. In 2014 trok Aliyev naar Khazar Lenkoran.

## Interlandcarrière
Aliyev kwam reeds uit voor verschillende Azerbeidzjaanse nationale jeugdelftallen. In 2013 debuteerde hij voor Azerbeidzjan –21.